# Empoasca concepciona
Empoasca concepciona är en insektsart som beskrevs av Rauno E. Linnavuori och Delong 1977. Empoasca concepciona ingår i släktet Empoasca och familjen dvärgstritar. Inga underarter finns listade i Catalogue of Life.